# David Weber
David Weber (Cleveland, Ohio, 24 de octubre de 1952) es un autor estadounidense de ciencia ficción y fantasía, conocido, fundamentalmente, por la serie de novelas de ciencia ficción militar protagonizadas por Honor Harrington.
Una de las características principales de su producción literaria es la presencia de unas leyes fijas que no pueden cambiarse, incluso en el caso de la magia presente en sus novelas fantásticas. También es reseñable su exploración de los problemas inherentes a una Marina espacial donde no hay ningún tipo de discriminación por razón de sexo.
En los últimos años ha explorado el Honorverso con series de novelas no directamente relacionadas con Honor Harrington.
Ha colaborado con autores como Steve White, Linda Evans , John Ringo o Eric Flint.

## Obra literaria
Sus novelas van desde la fantasía épica (Juramento de espadas, El propio dios de la guerra) a la ópera espacial (Camino de la furia, La herencia armageddon) también a la historia alternativa (serie 1632 con Eric Flint) y a la ciencia ficción militar con la caracterización en profundidad.
Muchas de sus historias tienen tema militar, especialmente naval. Mediante la colocación, con frecuencia, de mujeres protagonistas en lo que previamente han sido vistos como roles tradicionalmente masculinos, ha explorado los desafíos que enfrentan las mujeres en las fuerzas armadas y la política. En su escrito, que crea una base coherente y racional explica la tecnología y la sociedad.
El personaje más popular que ha creado es Honor Harrington. Su historia, junto con el "Honoverso" (Universo de Honor) que habita, se ha desarrollado a través de una serie de 12 novelas, cuatro paralelas que compartien el universo antologías, y dos Spin-off sub-series. La serie cuenta con más de 3 millones de copias impresas, y más de trece de los títulos de Weber han aparecido en el New York Times Best Seller list.
Siendo aficionado toda su vida por la historia militar, David Weber ha llevado su interés por la historia a su ficción. Ha comentado estar interesado en la mayoría de los períodos de la historia, con un fuerte énfasis en los aspectos militares y diplomáticos de la misma.
Weber comenzó a escribir en quinto grado. Su primera novela publicada surgió de su trabajo como diseñador de juegos de guerra para Task Force game Starfire. Él prefiere escribir sobre personajes fuertes, desarrollando la historia de fondo de un personaje por adelantado.Se ha dicho que escribe principalmente en las tardes y por la noche.
Weber dice que se esfuerza por aceptar tantas invitaciones a conferencias y convenciones de ciencia ficción como le son posibles, porque considera que los comentarios que recibe de los lectores en estos actos son extremadamente útiles.
En 2008, donó su archivo al departamento de libros raros y colecciones especiales de Universidad del Norte de Illinois.
En una entrevista en vídeo disponible en YouTube, Weber dijo que es un predicador metodista laico (no ordenado formalmente), y que trata de explorar en su escritura cómo las religiones (tanto en la vida real como en la ficción) pueden ser fuerzas para bien o, mal utilizada, para defender las causas malvadas.

## Trabajos publicados
Muchos de los libros de Weber están disponibles en línea, en forma de libros electrónicos, ya sea en su totalidad ,o como en el caso de los libros más recientes, en forma de capítulos muestra (por lo general los primeros que abarcan el 25-33% de la obra).
La primera edición en tapa dura de Baen Books deGuerra de Honor,Viento Rider Juramento,A culaquier Coste,Hell Hath No Fury, Antorcha de la La libertad, yMisión de Honor, cada una contenía un CD, con las copias electrónicas de todos los libros de David Weber hasta ese momento. En la etiqueta del CD se indicaba explícitamente que los contenidos son de libre distribución. Los CD se han reflejado en varios sitios.

### Serie deHonor Harrington
1. En la estación Basilisco (abril de 1992) ISBN 0-671 a 57.793-X
2. El honor de la reina (junio de 1993) ISBN 0-671-57864-2
3. Una guerra breve y triunfal (abril de 1994) ISBN 0-671-87596-5
4. Campo de deshonor (octubre de 1994) ISBN 0-671-57820-0
5. Bandera en el Exilio (septiembre de 1995) ISBN 0-671-31980-9
6. Honor Entre Enemigos (febrero de 1996) ISBN 0-671-87723-2
7. En manos enemigas (julio de 1997) ISBN 0-671-57770-0
8. Ecos of Honor (octubre de 1998) ISBN 0-671-57833-2
9. Las cenizas de la Victoria (marzo de 2000) ISBN 0-671-57854-5
10. Guerra de Honor (octubre de 2002) ISBN 0-7434-3545-1
11. A toda costa (noviembre de 2005) ISBN 1-4165-0911-9
12. Misión de Honor (junio de 2010) ISBN 1-4391-3361-1

### Obras relacionadas con la serie deHonor Harrington

#### Mundos de Honorantologías
Las historias cortas relacionadas con la serie de Honor Harrington - editado por David Weber
- Más que Honor (enero de 1998) ISBN 0-671-87857-3
- Mundos de Honor (febrero de 1999) ISBN 0-671-57855-3
- Cambiador de los mundos (marzo de 2001) ISBN 0-671-31975-2
- El Servicio de la Espada (abril de 2003) ISBN 0-7434-3599-0

#### Wages of Sinsub-serie
- Corona de esclavos con Eric Flint (septiembre de 2003) ISBN 0-7434-7148-2
- Relevo de la Antorcha de la Libertad con Eric Flint (noviembre de 2009) ISBN 1-4391-3305-0[8][9]

#### Saganamisub-serie
- La Sombra del Saganami (octubre de 2004) ISBN 0-7434-8852-0
- Tormenta de las Sombras (marzo de 2009) ISBN 1-4165-9147-8

### DahakSerie
- Amotinados de la Luna (octubre de 1991) ISBN 0-671-72085-6
- La herencia Armageddon (octubre de 1994) ISBN 0-671-72197-6
- Los herederos del Imperio (febrero de 1996) ISBN 0-671-87707-0
- Un libro recopilando estos tres últimos se editó, titulado El Imperio desde las Cenizas , y fue lanzado en tapa dura en marzo de 2003 (ISBN 0-7434-3593-1) y en formato de bolsillo en febrero de 2006 (ISBN 1-4165-0933-X).

### Dios de la Guerraserie
- Juramento de Espadas (febrero de 1995) ISBN 0-671-87642-2
- El dios de la guerra (mayo de 1998) ISBN 0-671-87873-5
- Wind Rider's Oath (May 2004) ISBN 0-7434-8821-0
- Hermano Espada, una novela publicada junto con una edición de enero de 2007 de Juramento de Espadas, ISBN 1-4165-2086-4

### Safeholdserie
- Fuera del Arrecife Armageddon (enero de 2007) ISBN 0-7653-1500-9
- By Schism Rent Asunder (julio de 2008) ISBN 0-7653-1501-7
- Por las herejías Dolorida (junio de 2009) ISBN 0-7653-1503-3
- Una poderosa fortaleza (abril de 2010) ISBN 0-7653 hasta 1505-X

### Otras novelas
- Ruta de la Furia (diciembre de 1992) ISBN 0-671-72.147-X. Esta es una historia de una excomando de marines, Las furias, y una IA que manejan una nave de batalla siglos avanzada en el futuro, y se unen en circunstancias un tanto dudosas para perseguir a los piratas espaciales.
- El Apocalipsis Troll (enero de 1999) ISBN 0-671-57845-6
- La Alternativa Excalibur (enero de 2002) ISBN 0-671-31860-8, expandeSir George y el Dragón, una historia corta que apareció en la antologíalegiones extranjeras editado por David Drake (2001) ISBN 0-671-31990-6
- Bolo (enero de 2005) ISBN 0-7434-9872-0
- Nacido en Furia  (April 2006) ISBN 1-4165-2054-6 es una reedición ampliada de Sendero de la Furia que incluye una precuela de la historia del protagonista. Esto puede ser considerado como un ómnibus de dos libros, con la precuela del primer libro, y El camino de la Furia el segundo libro.
- Los Viejos Solsados (enero de 2007) ISBN 1-4165-0898-8
- Fuera de la Oscuridad (septiembre 2010) ISBN 978-0-7653-2412-2 es una versión extendida de la historia de 78 páginas del mismo nombre en la antología Warriors (2010), editado por George R. R. Martin y Gardner Dozois, ISBN 978-0-7653-2048-3.

### Colecciones
- Mundos de Weber: Sra. Midshipwoman Harrington y otros cuentos (septiembre 2008) ISBN 978-1-59606-177-4

### Colaboraciones

#### ConSteve White
Starfire serie (basada en el juego de estrategia Starfire
- Insurrección (Novela) (noviembre de 1990) ISBN 0-671-72024-4 (Publicado en español)
- Cruzada (Novela) (marzo de 1992) ISBN 0-671-72111-9 (Publicado en español)
- Muerte en la Tierra (mayo de 1997) ISBN 0-671-87779-8
- La Opción shiva (febrero de 2002) ISBN 0-671-31848-9
- Las Estrellas en Guerra (agosto de 2004) ISBN 0-7434-8841-5 es una reedición de tapa dura omnibus de Cruzada y Muerte en la Tierra
- Las Estrellas en Guerra II (julio de 2005) ISBN 0-7434-9912-3 es una reedición de tapa dura omnibus de La Opción shiva y insurrección con 20.000 palabras de nuevo material entre las dos novelas y edición restaurada de las anteriores

#### ConJohn Ringo
Imperio del Hombre serie
- Marcha del interior del país ISBN (mayo de 2001) 0-671-31.985-X
- Marcha hasta el mar (mayo de 2001) ISBN 0-671-31826-8
- Marcha a la Estrellas (enero de 2003) ISBN 0-7434-3562-1
- Nosotros Pocos (abril de 2005) ISBN 0-desde 7.434 hasta 9.881-X

#### ConFlint Eric
1632 serie
- 1633 (julio de 2002) ISBN 0-7434-3542-7
- 1634: El Báltico Guerra ISBN (mayo de 2007) 1-4165-2102-X
- En la Marina, una historia corta en la antología  Anillo de Fuego editado por Eric Flint (2004) ISBN 0-7434 hasta 7.175-X, sistema en el mundo de la serie 1632

En la serie de Honor Harrington, véase subseries Wages of Sin sub-serie 

#### ConLinda Evans
Serie Multiverso
- Puerta Del Infierno (abril de 2008) ISBN 1-4165-0939-9
- Hell Hath No Fury (junio de 2008) ISBN 1-4165-2101-1

#### Multi-autor colecciones
- Los maestros de guerra (2002) ISBN 0-7434-3534-6, incluye a David Weber Sra. Midshipwoman Harrington junto con la isla por Eric Flint y La elección entre lados de David Drake.